# Minister za infrastrukturo in prostor Republike Slovenije
Minister za infrastrukturo in prostor Republike Slovenije je bil politični vodja Ministrstva za infrastrukturo in prostor Republike Slovenije, ki ga predlaga predsednik Vlade Republike Slovenije in imenuje Državni zbor Republike Slovenije ter je po Zakonu o Vladi Republike Slovenije član Vlade Republike Slovenije.
Funkcija ministra je bila prisotna v deseti in enajsti vladi Republike Slovenije.

## Zakonodaja
Funkcija ministra za infrastrukturo in prostor je bila vzpostavljena 27. januarja 2012 z vzpostavitvijo Ministrstva za infrastrukturo in prostor. S tem sta bili ukinjeni funkciji ministrsa za okolje in prostor ter ministra za promet.

## Delovna področja
Delovna področja za katera je bil odgovoren minister za infrastrukturo in prostor so:
- infrastruktura,
- promet,
- energetika in
- prostor.

## Položaj v Evropski uniji
Minister za infrastrukturo in prostor je bil član Sveta Evropske unije za transport, telekomunikacije in energijo (TTE), ki predstavlja eno od oblik Sveta Evropske unije.

## Seznam
Seznam oseb, ki so opravljale funkcijo ministra za infrastrukturo in prostor:
10. vlada Republike Slovenije
- Zvonko Černač (imenovan 10. februarja 2012[5] – razrešen 27. februarja 2013[6])

11. vlada Republike Slovenije
- Igor Maher (imenovan 20. marca 2013[7] – odstopil 25. marca 2013[8])
- Samo Omerzel (imenovan 2. aprila 2013[9] – prenehanje funkcije 18. septembra 2014[10])

12. vlada Republike Slovenije
V tem mandatu se je funkcija ločila in sicer na dve funkciji: ministra za infrastrukturo ter ministra za okolje in prostor.